# 雙條長葉蚤
雙條長葉蚤（学名：Agasicles hygrophila），又名莲草直胸跳甲、水花生叶甲。为金花蟲科長葉蚤屬下的一个种。

## 用途
本种为入侵植物空心莲子草的专食性天敌，可以很好地控制生长在水边的空心莲子草，并导致其大规模死亡，许多国家已引入作为生物防治空心莲子草的生物。
在中国大陆的许多地区，该物种需要人为辅助才可以过冬，以确保生物防治的可持续性。